# Bandera d'Olesa de Bonesvalls
La bandera oficial d'Olesa de Bonesvalls (Alt Penedès) té la següent descripció:
Bandera apaïsada de proporcions dos d'alt per tres de llarg, dividida en barra, la meitat superior groga amb la petxina de l'escut d'amplada 1/3 de l'alçària del drap i separat de l'angle per 1/9, vermella, i la inferior verda; les dues meitats separades entre si per una barra d'amplada 1/5 de l'altura del drap, vermella.
La bandera porta els colors de l'escut, on figura una vall verda en camper groc. La petxina és el símbol del patró del poble, Sant Joan Baptista.
Va ser triada per referèndum popular d'entre cinc propostes, fou aprovada el 25 de juny de 1991 i publicada en el DOGC el 10 de juliol del mateix any amb el número 1465.